# Tylis
Tylis (en grec antic: Τύλις o Tyle o Tule) va ser la capital d'un estat celta dels Balcans, mencionat per l'historiador Polibi) que va tenir curta durada. Podria ser l'antiga Tylios, en llatí: Tulis.
Era una ciutat de Tràcia a la costa del Euxí (mar Negra). Va ser fundat pels celtes comandats per Comontorios al segle iii aC, després de la invasió celta dels Balcans el 279 aC. Es troba a la part est del mont Haemus en el que ara és l'est de Bulgària. La ciutat de Tylis va ser destruïda pels tracis el 221 aC. Actualment el lloc està ocupat per la vila búlgara de Tulovo a la província de Stara.

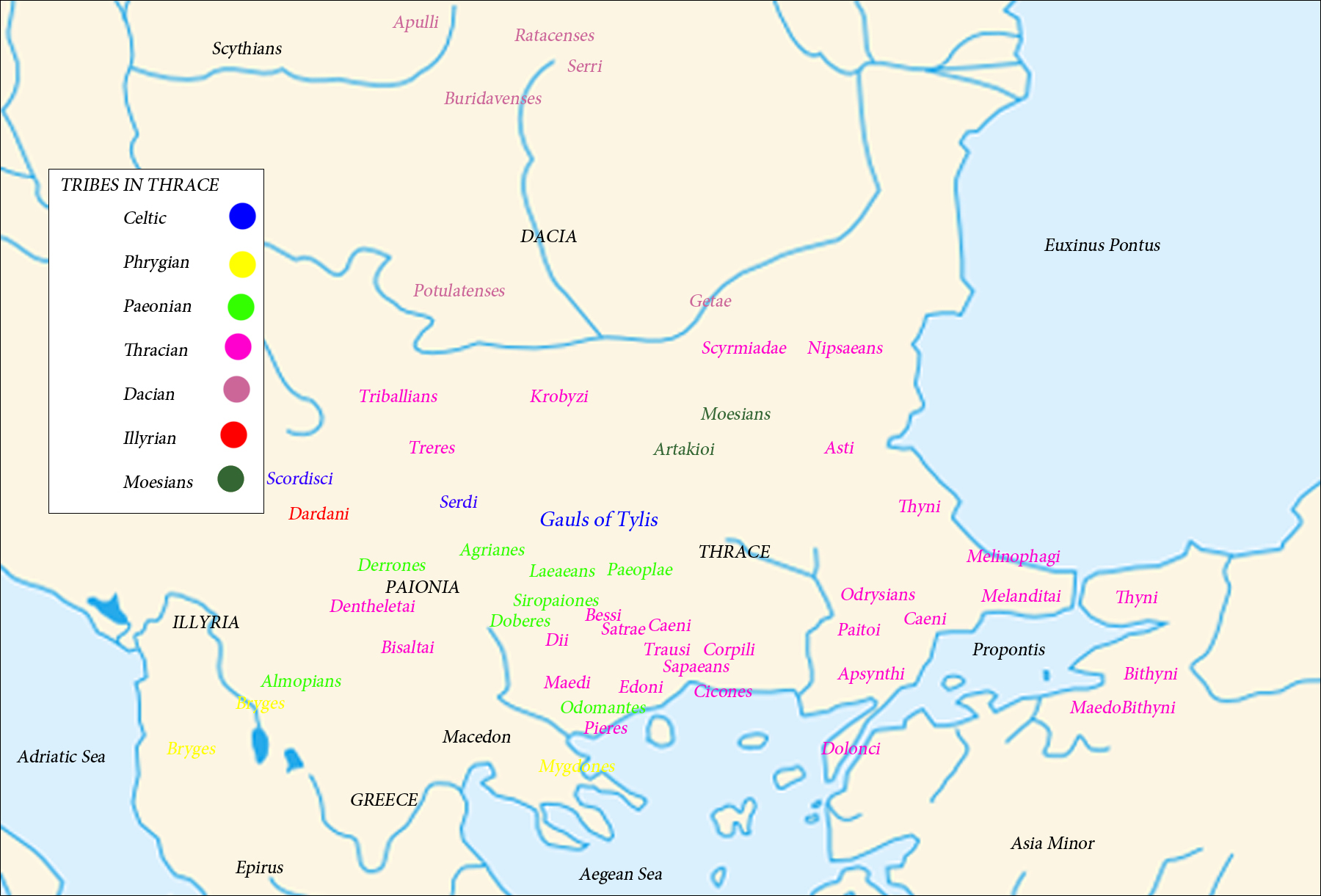
Tribus a Tràcia i els celtes de Tylis

## Honors
El Tile Ridge a l'illa de Greenwich a les illes Shetland del Sud, Antàrtida rep el seu nom en honor de Tylis.